# سمكة مولي
المولي أو مروحية الذيل (الاسم العلمي: Poecilia) هي جنس من الأسماك يتبع فصيلة البكيلليات من رتبة بطحيشيات الشكل. يصل حجمها إلى 10 سم لكن الإناث أطول بقليل. موطنها جنوب الولايات المتحدة الأمريكية، تحتاج درجة حرارة:20-26، وقلوية الماء:7.5-8.5 درجة حموضة.

## أنواع سمكة المولي
- مولي عادي، Poecilia sphenops، (بالإنجليزية: molly)‏
- مولي شراعية الزعانف، Poecilia latipinna، (بالإنجليزية: Sailfin molly)‏
- يوكاتان مولي، Poecilia velifera، (بالإنجليزية: Yucatan molly)‏
- بلاك مولي، Poecilia sphenops، (بالإنجليزية: Black molly)‏
- جوبي، Poecilia reticulata، (بالإنجليزية: Guppy)‏

## الوصف
متوفرة بأربعة ألوان رئيسية هم الأسود والأخضر والفضي والذهبي أو الأصفر، وهناك أيضا المولي الفضي مع بقع سوداء وذو لون رخامي (أبيض وأسود) الذي يسمى مربل مولي.
أنواع المولي، قصير الزعانف وذو الشراع هو سمك أمريكي وجد فقط في قارتي أمريكا الشمالية والجنوبية، وأصبحت من اسماك الهواة في عام 1899 وبدأ إنتاج الهجائن في العشرينات من القرن السابق.
الأنواع البرية للمولي تنقسم إلى مجموعتين، المجموعة الأولى وهو المولي العادي ذو الزعانف الصغيرة، يعرف بمولي قصير الزعانف، والمجموعة الثانية ذات الزعانف الكبيرة وتسمى زعانف الشراع أو سيلفين مولي وتتضمن نوعان سيلفين مولي، وسيلفين مولي المكسيكي.
للتفريق بين المجموعتين الأساسيتين فإن حجم الزعنفة هو الفارق، وهناك طريق آخر سهل للتمييز بين المجموعتين عن طريق زعانفهم الظهرية. على سيلفين مولي تكون الزعنفة الظهرية واقعة أمام الزعنفة الخلفية، بينما على المولي العادي هذه الزعنفة تبدأ وراء الزعنفة الخلفية.
للمبتدئين، المولي قصير الزعانف أفضل حيث أنه الأكثر تحملا، أقل تطلبا، ويحتاج مساحة أقل. ويتبعه النوع المهجن سيلفين ذو الزعانف القصيرة، في أغلب الأحيان المولي سمكة مسالمة، مع انه قد لوحظ بأن هناك سلوك فردي ومن حين لآخر أنت تجد سمكة منها يمكن أن تكون عدوانية.

## معرض صور

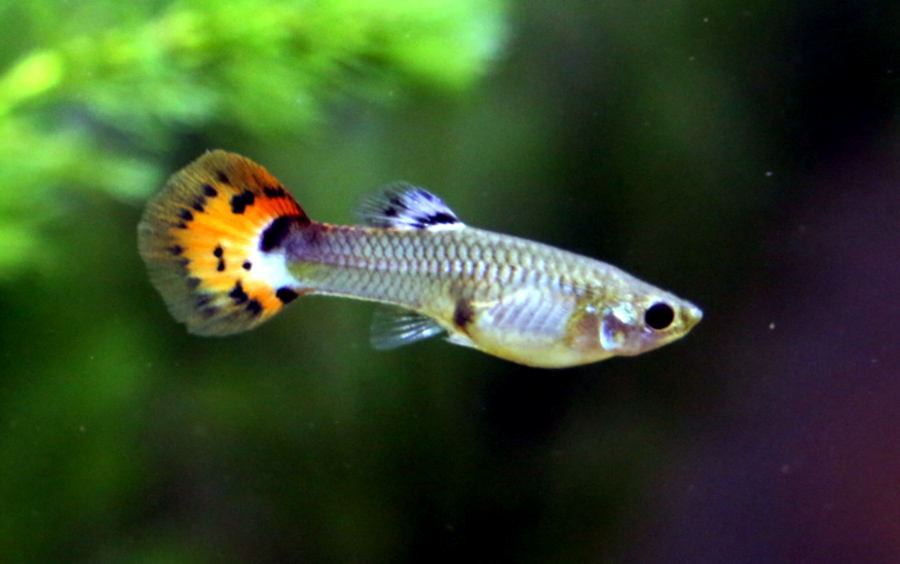
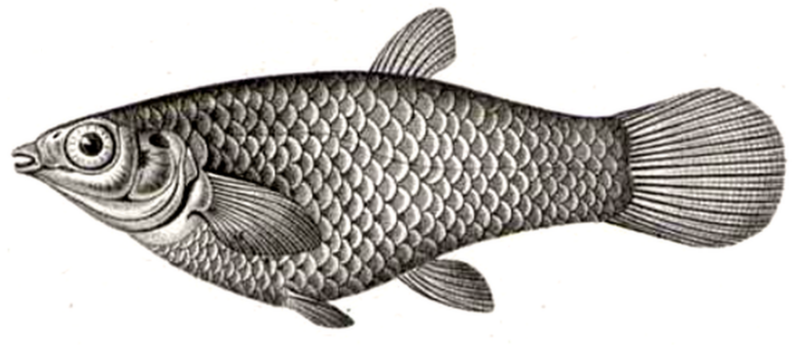
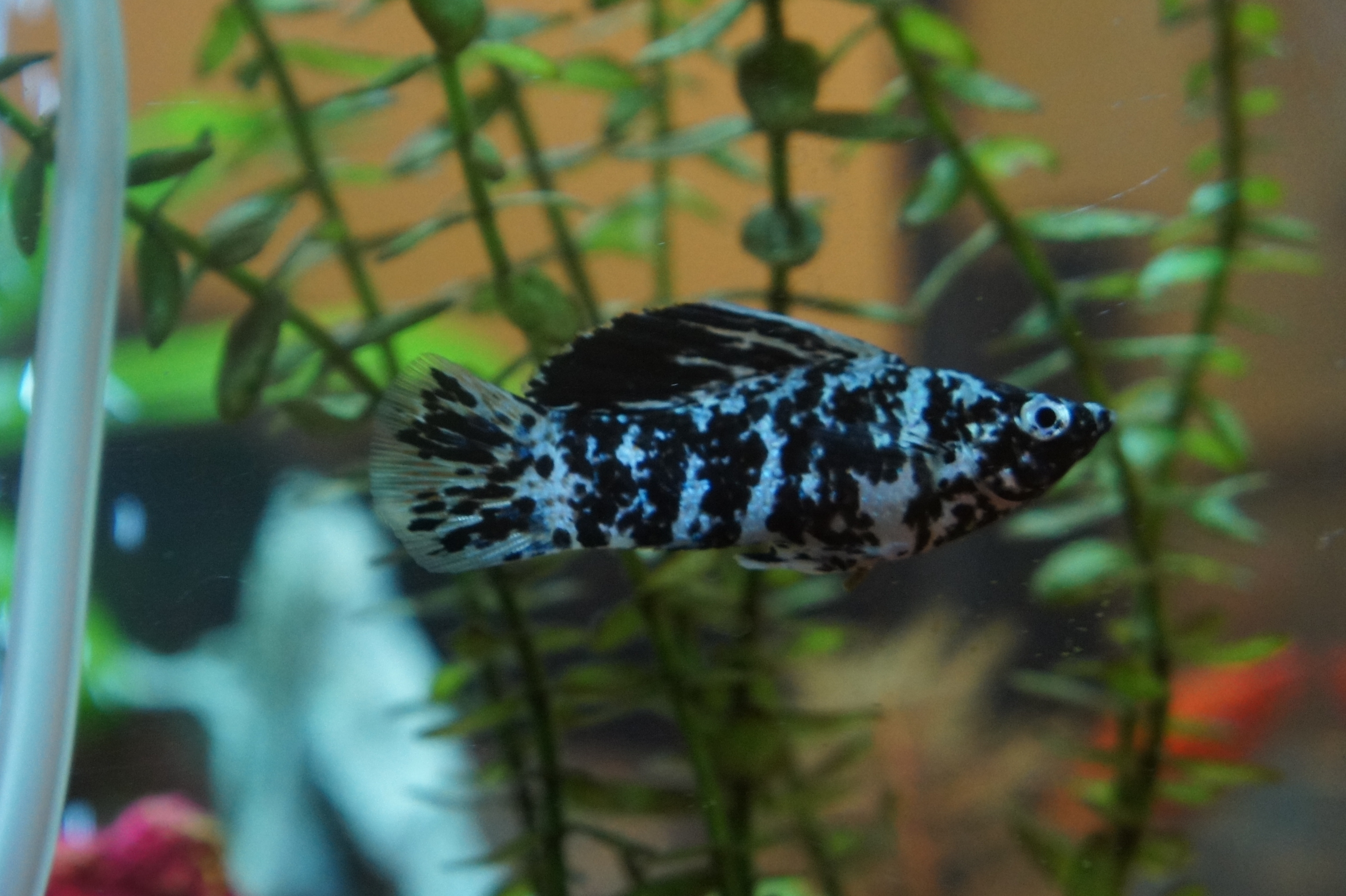
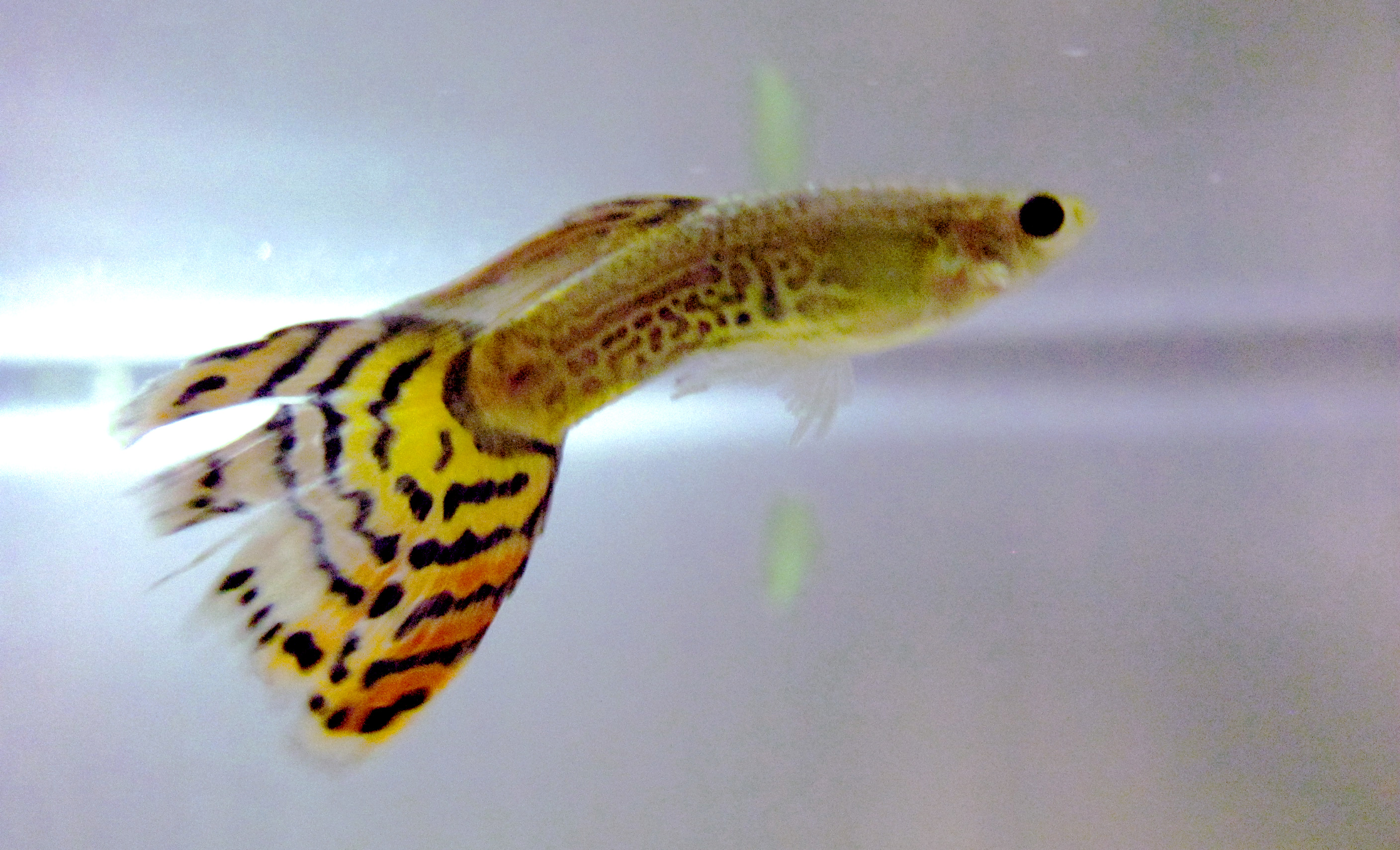